# Nohant-Vic
Nohant-Vic est une commune française située dans le département de l'Indre, en région Centre-Val de Loire. Elle réunit les anciennes communes de Nohant et de Vic-sur-Saint-Chartier.

## Géographie

### Localisation
La commune est située dans le sud-est du département, dans la région naturelle du Boischaut Sud.
Les communes limitrophes sont : Saint-Chartier (2 km), Lourouer-Saint-Laurent (3 km), Montgivray (3 km), Verneuil-sur-Igneraie (4 km), Montipouret (6 km) et Sarzay (6 km).
Les communes chefs-lieux et préfectorales sont : La Châtre (5 km), Châteauroux (29 km), Issoudun (36 km) et Le Blanc (70 km).

### Hameaux et lieux-dits
Les hameaux et lieux-dits de la commune sont : Les Landes, Les Gravières, le Vire-Morin, La Breuille, Le Petit Enveau, le Grand Enveau, Guerin, La Petite Chasseigne, la Grange à l'Ane, La Grande Planche, Fein, la Petite Planche, Beaupin, Barbotte, Ponthion, Ripoton, le Breuil, Bel Air, la Petite Chasseigne, La Font de Fond, Launière, Les Ferrons, La Gasserotte, Le Chêne, La Chicoterie, Les Ormeaux, l'Ouche, La Beauce, La Ribère, Les Auchères, les Champs de Loumet, Laleuf, les Briottées.

### Géologie et hydrographie
La commune est classée en zone de sismicité 2, correspondant à une sismicité faible.
Le territoire communal est arrosé par les rivières Indre et Igneraie.

### Climat
Pour des articles plus généraux, voir Climat du Centre-Val de Loire et Climat de l'Indre.
En 2010, le climat de la commune est de type climat océanique dégradé des plaines du Centre et du Nord, selon une étude du CNRS s'appuyant sur une série de données couvrant la période 1971-2000. En 2020, Météo-France publie une typologie des climats de la France métropolitaine dans laquelle la commune est exposée à un climat océanique altéré et est dans la région climatique Ouest et nord-ouest du Massif Central, caractérisée par une pluviométrie annuelle de 900 à 1 500 mm, maximale en automne et en hiver.
Pour la période 1971-2000, la température annuelle moyenne est de 11,5 °C, avec une amplitude thermique annuelle de 15,5 °C. Le cumul annuel moyen de précipitations est de 803 mm, avec 12,1 jours de précipitations en janvier et 7,6 jours en juillet. Pour la période 1991-2020, la température moyenne annuelle observée sur la station météorologique de Météo-France la plus proche, « Jeu-les-Bois-Auto », sur la commune de Jeu-les-Bois à 13 km à vol d'oiseau, est de 12,0 °C et le cumul annuel moyen de précipitations est de 746,6 mm,. 

### Voies de communication et transports
Le territoire communal est desservi par les routes départementales : 49, 51, 69, 918 et 943.
La gare ferroviaire la plus proche est la gare de Châteauroux, à 30 km.
Nohant-Vic est desservie par la ligne F du Réseau de mobilité interurbaine.
L'aéroport le plus proche est l'aéroport de Châteauroux-Centre, à 34 km.
Le territoire communal est traversé par le sentier de grande randonnée 654 et par le sentier de grande randonnée de pays : Sur les pas des maîtres sonneurs.

## Urbanisme

### Typologie
Au 1er janvier 2024, Nohant-Vic est catégorisée commune rurale à habitat très dispersé, selon la nouvelle grille communale de densité à sept niveaux définie par l'Insee en 2022.
Elle est située hors unité urbaine. Par ailleurs la commune fait partie de l'aire d'attraction de Châteauroux, dont elle est une commune de la couronne,. Cette aire, qui regroupe 71 communes, est catégorisée dans les aires de 50 000 à moins de 200 000 habitants,.

### Occupation des sols
L'occupation des sols de la commune, telle qu'elle ressort de la base de données européenne d’occupation biophysique des sols Corine Land Cover (CLC), est marquée par l'importance des territoires agricoles (97,1 % en 2018), une proportion identique à celle de 1990 (97,1 %). La répartition détaillée en 2018 est la suivante : 
prairies (66,3 %), terres arables (27,8 %), zones agricoles hétérogènes (3 %), forêts (1,7 %), zones urbanisées (1,2 %). L'évolution de l’occupation des sols de la commune et de ses infrastructures peut être observée sur les différentes représentations cartographiques du territoire : la carte de Cassini (XVIIIe siècle), la carte d'état-major (1820-1866) et les cartes ou photos aériennes de l'IGN pour la période actuelle (1950 à aujourd'hui).

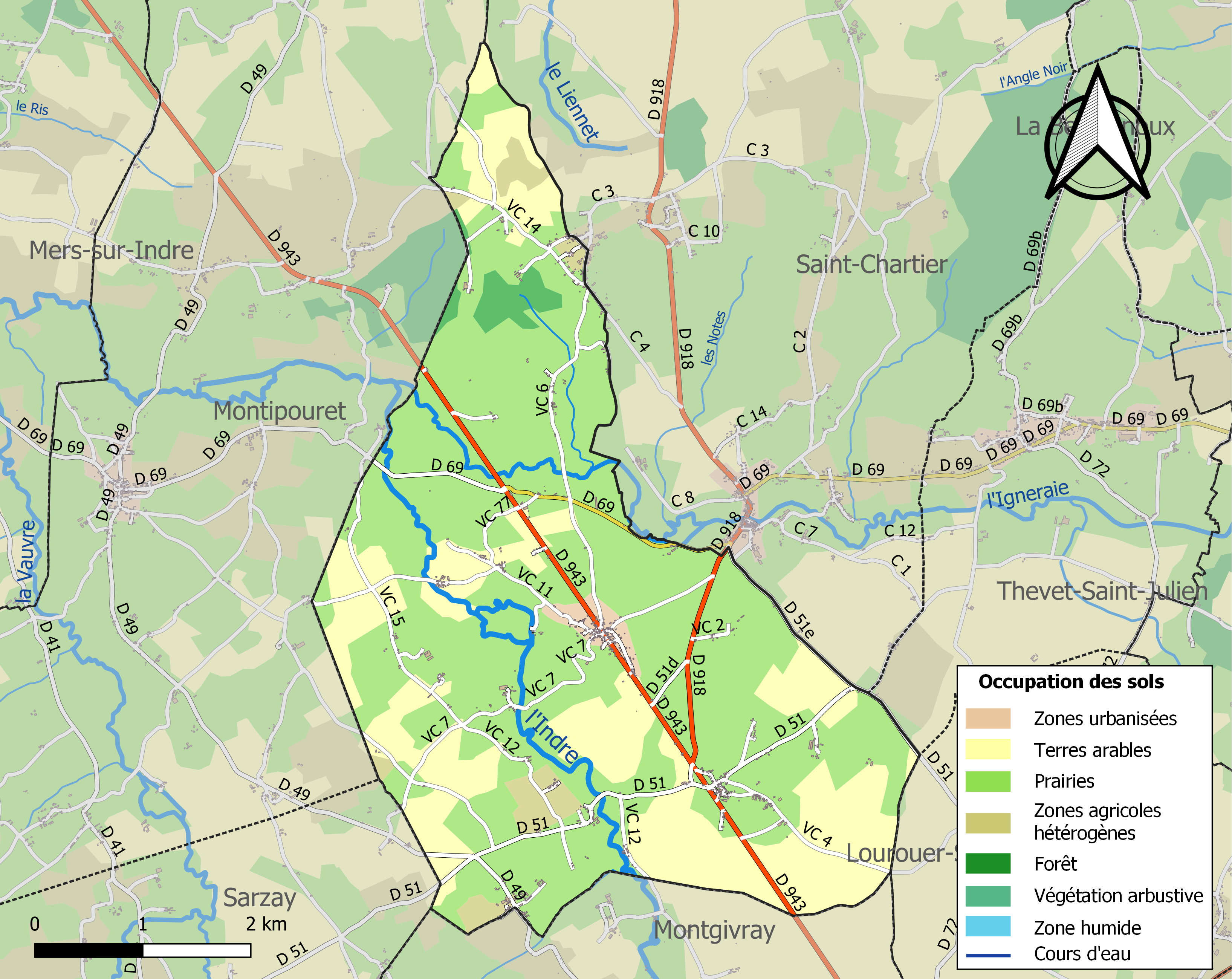
Carte des infrastructures et de l'occupation des sols de la commune en 2018 (CLC).

### Logement
Le tableau ci-dessous présente le détail du secteur des logements de la commune :
| Date du relevé                                              | 2013   |
| Nombre total de logements                                   | 317    |
| Résidences principales                                      | 71,2 % |
| Résidences secondaires                                      | 15,8 % |
| Logements vacants                                           | 13 %   |
| Part des ménages propriétaires de leur résidence principale | 84,8 % |

### Risques majeurs
Le territoire de la commune de Nohant-Vic est vulnérable à différents aléas naturels : météorologiques (tempête, orage, neige, grand froid, canicule ou sécheresse), inondations, mouvements de terrains et séisme (sismicité faible). Il est également exposé à un risque technologique, le transport de matières dangereuses. Un site publié par le BRGM permet d'évaluer simplement et rapidement les risques d'un bien localisé soit par son adresse soit par le numéro de sa parcelle.

#### Risques naturels
Certaines parties du territoire communal sont susceptibles d’être affectées par le risque d’inondation par débordement de cours d'eau, notamment l'Indre et l'Igneraie. La commune a été reconnue en état de catastrophe naturelle au titre des dommages causés par les inondations et coulées de boue survenues en 1982 et 1999,.

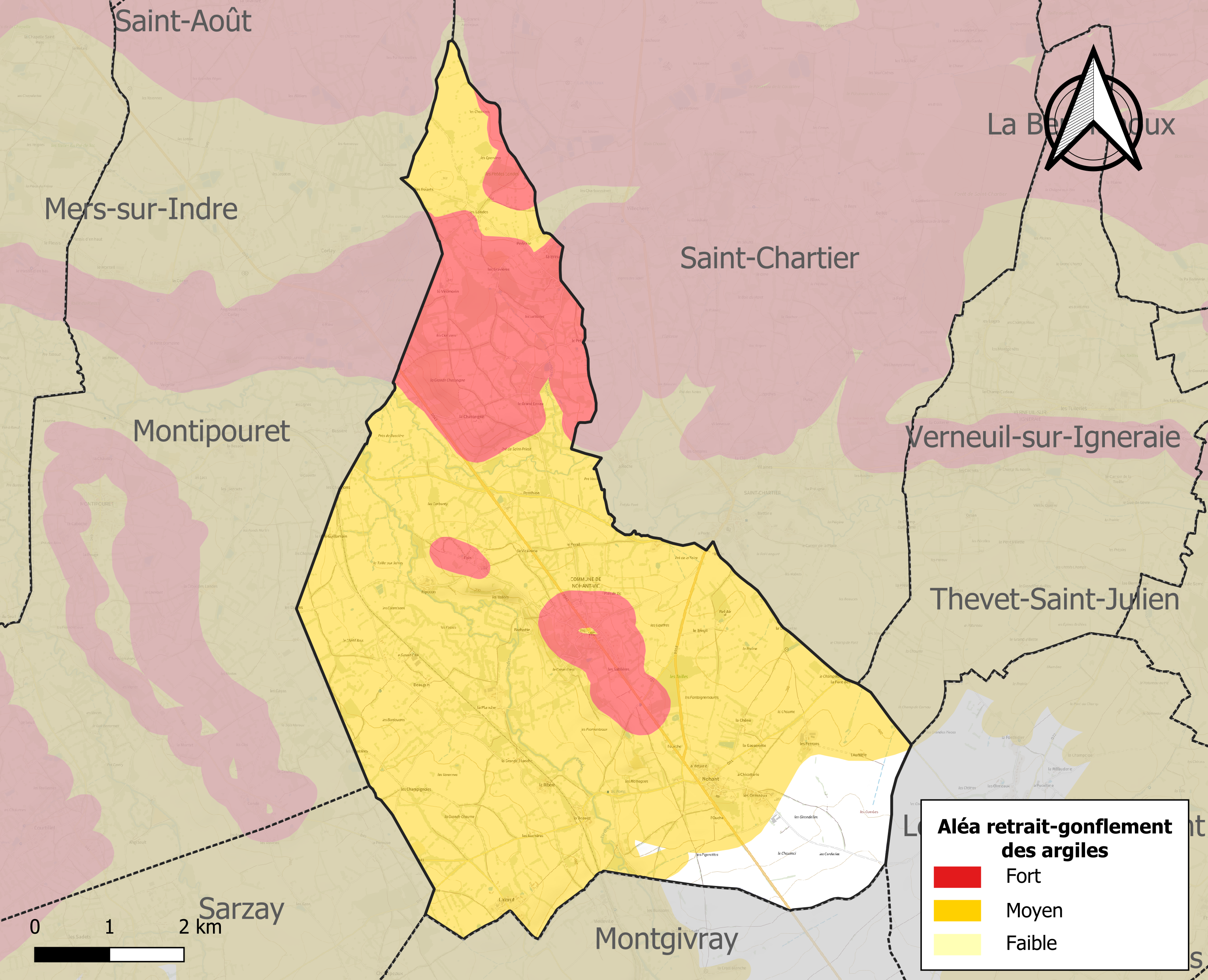
Carte des zones d'aléa retrait-gonflement des sols argileux de Nohant-Vic.

Les mouvements de terrains susceptibles de se produire sur la commune sont des tassements différentiels.
Le retrait-gonflement des sols argileux est susceptible d'engendrer des dommages importants aux bâtiments en cas d’alternance de périodes de sécheresse et de pluie. 92,1 % de la superficie communale est en aléa moyen ou fort (84,7 % au niveau départemental et 48,5 % au niveau national). Sur les 315 bâtiments dénombrés sur la commune en 2019, 315 sont en aléa moyen ou fort, soit 100 %, à comparer aux 86 % au niveau départemental et 54 % au niveau national. Une cartographie de l'exposition du territoire national au retrait gonflement des sols argileux est disponible sur le site du BRGM,.
Concernant les mouvements de terrains, la commune a été reconnue en état de catastrophe naturelle au titre des dommages causés par la sécheresse en 1989, 1991, 2016, 2018 et 2019 et par des mouvements de terrain en 1999.

#### Risques technologiques
Le risque de transport de matières dangereuses sur la commune est lié à sa traversée par des infrastructures routières ou ferroviaires importantes ou la présence d'une canalisation de transport d'hydrocarbures. Un accident se produisant sur de telles infrastructures est en effet susceptible d’avoir des effets graves au bâti ou aux personnes jusqu’à 350 m, selon la nature du matériau transporté. Des dispositions d’urbanisme peuvent être préconisées en conséquence.

## Toponymie
Le nom de l'ancienne commune de Vic-sur-Saint-Chartier est attesté sous les formes Vico subtus Sanctum Quarterium en 1270, Vicq le 24 octobre 1461, Vic en mars 1493, Vic sur Saint Chartier le 8 novembre 1788, Vic sur Saint Chartier au XVIIIe siècle, Vicq la Montagne pluviôse an II, Vic sur Saint Chartier le 22 novembre 1817 et Vic en 1841.
En termes de droit, vicus désigne d’abord un gros bourg ou un village non clos de murs, un petit groupe d’hommes libres ayant une organisation municipale rudimentaire, mais aussi un village appartenant à un propriétaire, faisant partie intégrante d’une villa gallo-romaine ou mérovingienne ; vicus s’oppose au municipium (village de citoyens romains), et à la colonia (village de colons) ; le vicus romain est sans statuts. Cependant, la formation toponymique est médiévale et vic a simplement le sens de « bourg », vic ayant eu une diffusion généralement plus précoce et plus méridionale que bourg ex. : le Neubourg (Eure) et Neuvy.
L’accusatif vicu[m] aboutit régulièrement à vi, écrit dès le XVe siècle vy, vic et parfois vicq. Vi ou vy prit aussi la forme vif sous l’influence des graphies de mots terminés en -if, comme baillif, où le f était muet.
La commune est réunie à celle de Nohant sous le nom de Nohant-Vic par Ordonnance Royale du 6 novembre 1822 : Les communes de Vicq sur Saint Chartier et de Nohant sont réunies pour n’en former qu’une seule sous le nom de Nohant-Vic. Le chef lieu est fixé au bourg de Vic.
Ses habitants sont appelés les Nohantais.

## Histoire
D’origine gallo-romaine, Vic se trouvait proche de grandes voies de communication, qui reliaient Saint-Marcel (Argentomagus), Châteaumeillant (Mediolanum) et Ardentes.
Le village de Vic est ancien ; son seigneur fait construire à proximité son château, à Saint-Chartier. Un nouveau village s’y crée, qui finit par devenir plus important que l’ancien. La commune est réunie à celle de Nohant par ordonnance royale de Louis XVIII, du 6 novembre 1822. Le premier conseil municipal de la nouvelle commune s’installe en janvier 1823. Le maire est monsieur Deschartres. La modification d’orthographe (étymologiquement Vic vient du latin Vicus signifiant Bourg) lors de la rédaction de l'ordonnance de réunion avec Nohant, nomme la nouvelle commune Nohant-Vicq avec un « Q » final. En 1875, Maurice Sand, alors maire de Nohant, fait remarquer cette faute au préfet qui demande une copie au ministère de l’Intérieur, celle-ci lui est retournée sans le « Q » à Vic.

## Politique et administration
La commune dépend de l'arrondissement de La Châtre, du canton de La Châtre, de la deuxième circonscription de l'Indre et de la communauté de communes de La Châtre et Sainte-Sévère.
Elle dispose d'une agence postale communale et d'un bureau de tourisme.

### Liste des maires
| Période                                  | Période   | Identité       | Étiquette | Qualité    |
| ---------------------------------------- | --------- | -------------- | --------- | ---------- |
| Les données manquantes sont à compléter. |           |                |           |            |
| avant 1995                               | ?         | Jacques Fradet |           |            |
|                                          |           |                |           |            |
| mars 2001                                | mars 2008 | Serge Robin    |           |            |
| mars 2008                                | mars 2014 | Jacky Naudet   |           | Commerçant |
| mars 2014                                | En cours  | Patrick Nonin  | DVG       | Retraité   |

## Population et société

### Démographie
L'évolution du nombre d'habitants est connue à travers les recensements de la population effectués dans la commune depuis 1793. Pour les communes de moins de 10 000 habitants, une enquête de recensement portant sur toute la population est réalisée tous les cinq ans, les populations de référence des années intermédiaires étant quant à elles estimées par interpolation ou extrapolation. Pour la commune, le premier recensement exhaustif entrant dans le cadre du nouveau dispositif a été réalisé en 2005.

En 2022, la commune comptait 451 habitants, en évolution de −1,1 % par rapport à 2016 (Indre : −3 %, France hors Mayotte : +2,11 %).
| 1793 | 1800 | 1806 | 1821 | 1831 | 1836 | 1841 | 1846 | 1851 |
| ---- | ---- | ---- | ---- | ---- | ---- | ---- | ---- | ---- |
| 272  | 308  | 301  | 327  | 982  | 969  | 931  | 885  | 892  |

| 1856 | 1861 | 1866 | 1872 | 1876 | 1881 | 1886 | 1891 | 1896 |
| ---- | ---- | ---- | ---- | ---- | ---- | ---- | ---- | ---- |
| 857  | 904  | 937  | 939  | 960  | 984  | 991  | 981  | 983  |

| 1901 | 1906 | 1911 | 1921 | 1926 | 1931 | 1936 | 1946 | 1954 |
| ---- | ---- | ---- | ---- | ---- | ---- | ---- | ---- | ---- |
| 949  | 908  | 864  | 796  | 779  | 743  | 747  | 711  | 690  |

| 1962 | 1968 | 1975 | 1982 | 1990 | 1999 | 2005 | 2006 | 2010 |
| ---- | ---- | ---- | ---- | ---- | ---- | ---- | ---- | ---- |
| 661  | 608  | 514  | 480  | 481  | 500  | 481  | 477  | 477  |

| 2015 | 2020 | 2022 | - | - | - | - | - | - |
| ---- | ---- | ---- | - | - | - | - | - | - |
| 463  | 448  | 451  | - | - | - | - | - | - |

### Enseignement
La commune dépend de la circonscription académique de La Châtre.

### Manifestations culturelles et festivités
Chaque année, vers le mois de juin, sont organisées les « fêtes romantiques de Nohant ». Durant quelques semaines, la musique classique est à l'honneur et des concerts et rencontres (autour de Chopin, Liszt ou encore Schubert) sont organisés au château de Nohant. Depuis 1997, chaque demi-quinzaine de juillet sont organisées les « Rencontres internationales Frédéric Chopin ». Concerts, conférences et master classes dédiés au compositeur polonais s'enchainent pendant une semaine dans différents lieux comme la Bergerie du château de Nohant ou le théâtre Maurice-Sand à La Châtre.

### Médias
La commune est couverte par les médias suivants : La Nouvelle République du Centre-Ouest, Le Berry républicain, L'Écho - La Marseillaise, La Bouinotte, Le Petit Berrichon, L'Écho du Berry, France 3 Centre-Val de Loire, Berry Issoudun Première, Vibration, Forum, France Bleu Berry et RCF en Berry.

## Économie
La commune se situe dans la zone d’emploi de Châteauroux et dans le bassin de vie de La Châtre.
La commune se trouve dans l'aire géographique et dans la zone de production du lait, de fabrication et d'affinage du fromage Valençay.

## Culture locale et patrimoine

### Lieux et monuments
- Église Saint-Martin

Datant du XIe siècle, elle possède un ensemble de fresques du XIIe siècle. Ces dernières furent découvertes en 1849 par l'abbé Jean-Baptiste Périgaud, qui avec l'aide de George Sand, démarcha auprès des autorités et obtint, grâce à l'intervention de Prosper Mérimée, son classement en monument historique. Des reproductions grandeur nature se trouvent à Paris à la Cité de l'architecture et du patrimoine et à Naruto au Japon au musée Otsuka.
- Église Sainte-Anne

C'est une petite église datant du XIe et XIIe siècles. De curieux remaniements de la partie du XIe siècle, faits au XIIe siècle (piliers octogonaux du XIe siècle, portant chapiteaux du XIIe siècle). Quelques peintures murales situées sur le mur du chevet et à l'entrée du chœur. Classement par arrêté du 2 septembre 1943. Elle est liée, dans l'iconographie, au domaine de George Sand, mais elle est propriété de la commune.
- Monument aux morts
- Domaine de George Sand

La gentilhommière de la fin du XVIIIe siècle construite pour le gouverneur de Vierzon, sur l'emplacement de l'ancien château féodal des Villelume, et acquise en 1793 par Madame Dupin de Francueil, grand-mère de l'écrivaine. George Sand y passa son enfance et son adolescence et y écrivit la majeure partie de son œuvre. Elle y reçut des hôtes illustres : Liszt et Marie d'Agoult, Balzac, Chopin, Flaubert, Alexandre Dumas fils, Delacroix qui y eut son atelier. Le domaine est aujourd'hui propriété de l'État et géré par le Centre des monuments nationaux.

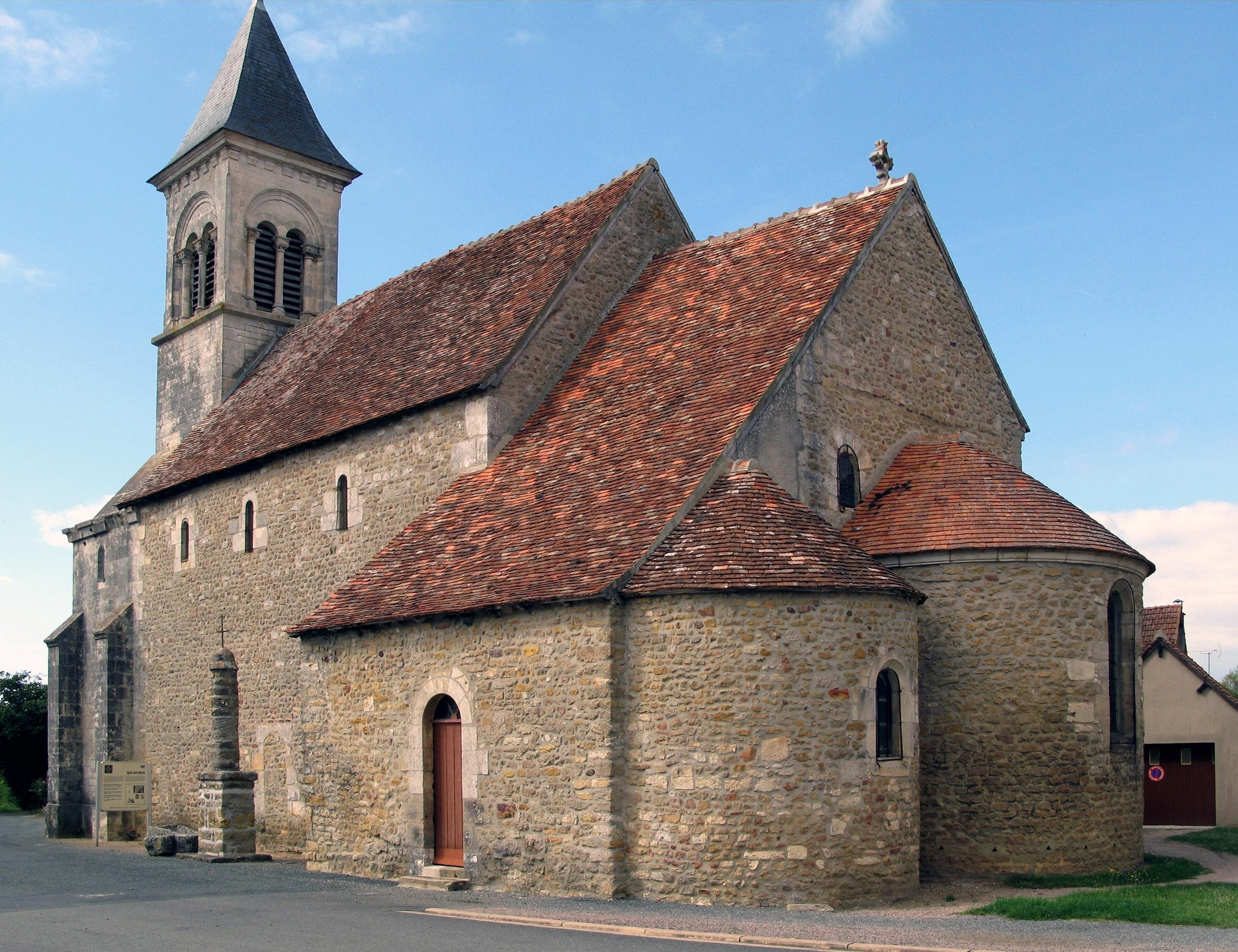
L'église Saint-Martin en 2008.
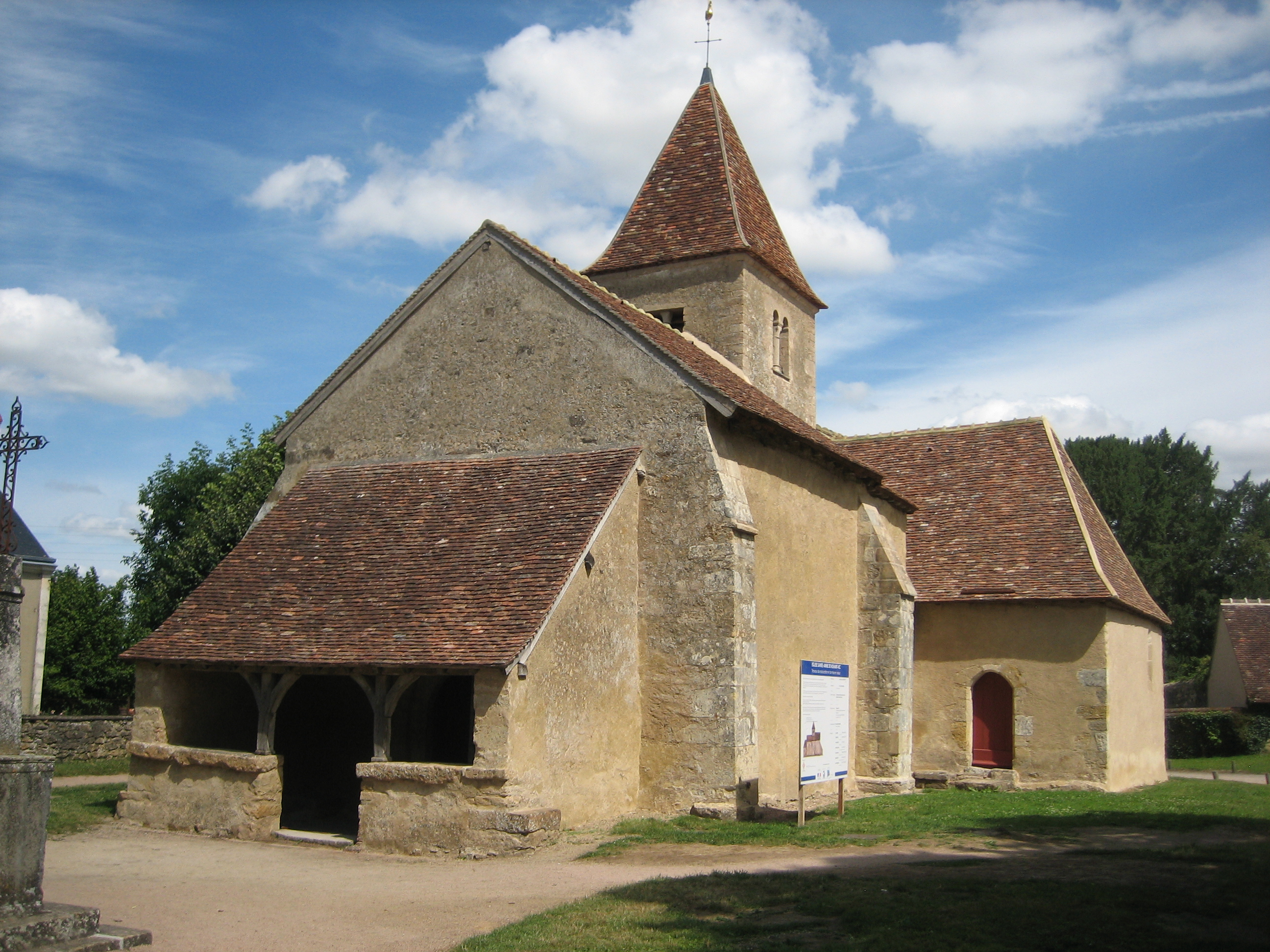
L'église Sainte-Anne en 2012.
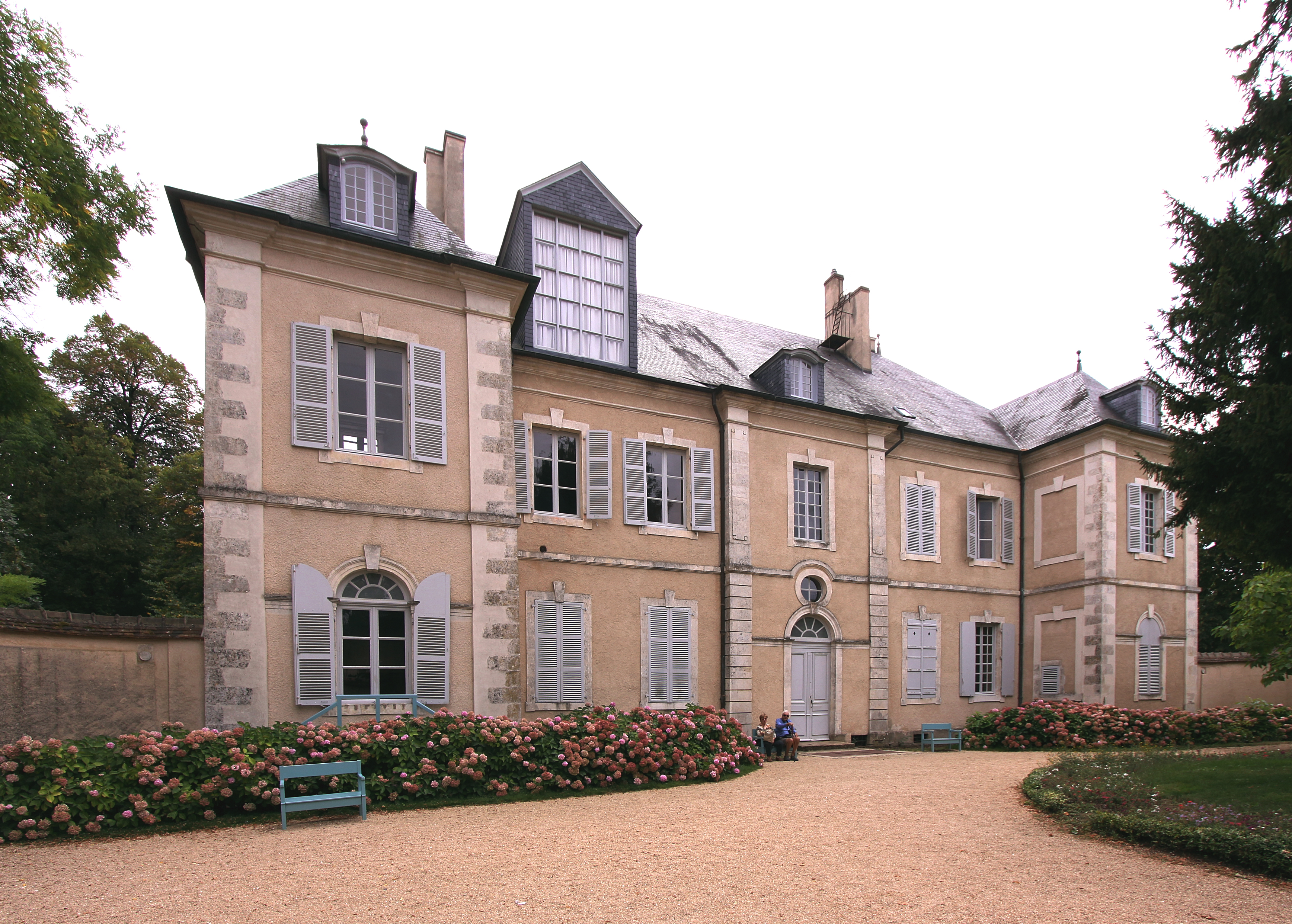
Le domaine de George Sand en 2009.
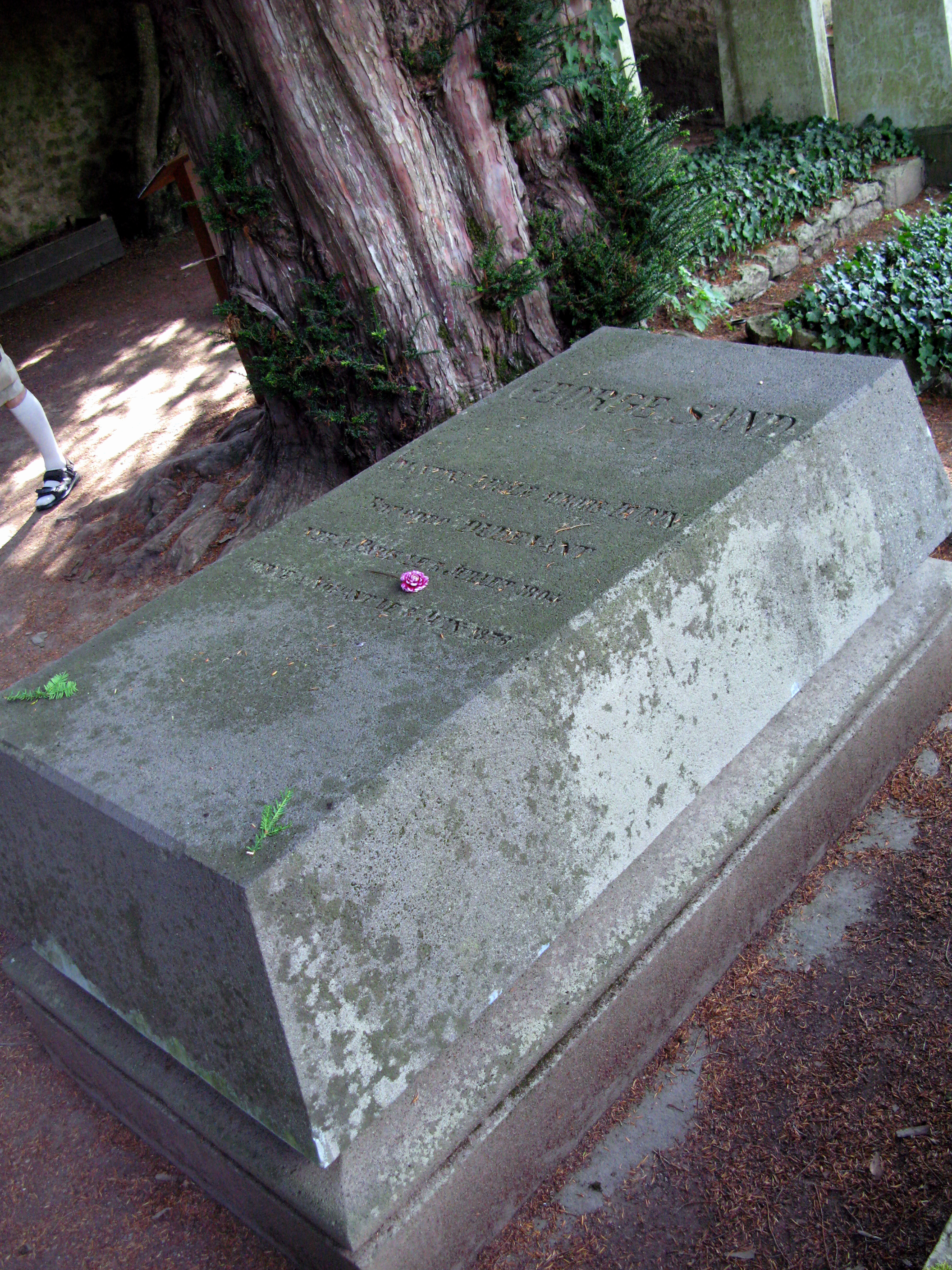
La tombe de George Sand en 2008.

### Personnalités liées à la commune
- Marie-Aurore de Saxe (1748-1821), comtesse de Horn.
- Henri Gatien Bertrand (1773-1844), comte et grand maréchal du Palais de Napoléon, possédait un domaine au lieu-dit  Laloeuf.
- George Sand (1804-1876), romancière et femme de lettres française, morte au domaine de George Sand de Nohant.
- Maurice Sand (1823-1889), dessinateur, auteur et entomologiste français, mort à Nohant-Vic.
- André Mornet (1870-1955), procureur général de la République, mort et enterré à Nohant-Vic.
- Raoul Adam (1881-1948), peintre paysagiste qui avait un atelier à Nohant-Vic, où il est mort.

### Héraldique, logotype et devise
|  | Logotype de la commune de Nohant-Vic : |